# بوستری (شهرستان ایسیق‌کول)
بوستری (به لاتین: Bosteri) یک روستا در قرقیزستان است که در شهرستان ایسیق‌کول واقع شده‌است. بوستری ۷٬۴۱۵ نفر جمعیت دارد و ۱٬۶۰۱ متر بالاتر از سطح دریا واقع شده‌است.